# Baljuwtunnel
De Baljuwtunnel (in het Frans: Tunnel Bailli) is een stedelijke tunnel voor het autoverkeer gelegen in de Belgische hoofdstad Brussel. De tunnel maakt deel uit van de Louizalaan en loopt onder de kruispunten met de Defacqzstraat (N242), de Baljuwstraat en de Kasteleinstraat.
De tunnel omvat 2x2 rijstroken, die worden gescheiden door een middenwand. Er zijn 18 noodnissen aanwezig (9 in elke rijrichting), met in het totaal 19 noodtelefoons. Aan beide inritten kan de tunnel worden afgesloten door middel van een verkeerslicht. Boven iedere inrit is een elektronisch tekstbord aangebracht waarop maximaal 35 tekens kunnen worden weergegeven. Er is ook verlichting aanwezig in de tunnel, waarvan de intensiteit zich automatisch aanpast aan de sterkte van het zonlicht bovengronds. De tunnel is ook uitgerust met ventilatoren, die kunnen worden geactiveerd wanneer de luchtvervuiling in de tunnel te hoge waarden bereikt.
De tunnel wordt op afstand bewaakt door de operatoren van de 24-uurspermanentie MOBIRIS bij de Brusselse wegbeheerder Mobiel Brussel. Daarvoor wordt gebruikgemaakt van in totaal 14 CCTV-camera's en een systeem voor automatische rook- en branddetectie.
Annie Cordytunnel · Baljuwtunnel · Belliardtunnel · Boileautunnel · Deltatunnel · Georges Henritunnel · Hallepoorttunnel · Jubelparktunnel ·Koninginnetunnel · Kortenbergtunnel · Kruidtuintunnel · Kunst-Wettunnel · Louizatunnel · Madoutunnel · Montgomerytunnel · Naamsepoorttunnel · NAVO-tunnel · Pachecotunnel · Reyerstunnel · Rogiertunnel · Stefaniatunnel · Tervurentunnel · Troontunnel · Van Praettunnel · Vleurgattunnel · Wettunnel · Woluwetunnel